# Roman Kartsev
Pour les articles homonymes, voir Katz.
Roman Andreïevitch Kartsev (en russe : Рома́н Андре́евич Ка́рцев) est le nom de scène russe de Roman Anchelevitch Katz, né le 20 mai 1939 à Odessa et mort le 2 octobre 2018 à Moscou, est un acteur de théâtre et de télévision soviétique puis russe.
Artiste du peuple de la fédération de Russie en 1999, il est un acteur du Théâtre des miniatures de Moscou dirigé par Mikhaïl Jvanetski et forme sur scène un duo avec Viktor Iltchenko durant plus de trois décennies.

## Biographie
Roman Kartsev nait le 20 mai 1939 à Tiraspol, où il passe les deux premières années de sa vie. Son père Anshel Zelmanovich Katz (né en 1920), ancien joueur de football, arbitre de la ligue des championnats ukrainiens et entraîneur. La mère, Sura Leia Ruvinovna Fuksman, secrétaire de l'organisation du parti communiste de l'usine de chaussures et inspectrice du contrôle qualité. Pendant la Seconde Guerre mondiale, son père est mobilisé dans l'Armée rouge, Roman Kartsev avec sa mère et son frère est évacué à Omsk. Ses grands-parents périssent à Odessa. Après la démobilisation du père, toute la famille retourne à Odessa.
Après ses études secondaires, Roman Kartsev travaille à l'usine de textile. Parallèlement, il entame une carrière d'artiste amateur à la maison de la culture de la marine.
Au début des années 1960, il se lie d'amitié avec Mikhaïl Jvanetski et Viktor Iltchenko, les fondateurs du théâtre amateur Parnasse-2 d'Odessa qui l'invitent à intégrer la troupe. En 1963, le célèbre humoriste Arkadi Raïkine passe en tournée à Odessa avec son Théâtre des Miniatures et repère sur scène le jeune Kartsev. En 1961, Kartsev déménage à Leningrad et le 22 novembre 1962 devient artiste du Théâtre des Miniatures, où, sur le conseil de Raïkine prend un nom de scène. En 1964, son ami Jvanetski arrive également à Leningrad et en 1967 ils présentent le numéro humoristique Svetofor (Светофор).
En 1969, avec Iltchenko et Jvanetski il retourne à Odessa. En 1970, Kartsev, Ilchenko et Jvanetski deviennent les lauréats du Concours des artistes de variétés de toute l'Union soviétique.
En duo avec Viktor Ilchenko, Roman Kartsev gagne une grande popularité auprès du public. Grâce aux émissions de télévision comme Autour du rire ou More smekha, les numéros humoristiques Avas, Raki et d'autres sont devenus de grands classiques. La maison de disques Melodiya effectue de nombreux enregistrements de leurs prestations où ils interprètent principalement les textes de Mikhaïl Jvanetski.
En 1972, Roman Kartsev sort diplômé de l'Académie russe des arts du théâtre dont il a suivi les cours par correspondance.
En 1979, Kartsev et Iltchenko déménagent à la capitale et commencent à travailler au Théâtre Ermitage de Moscou, où ils ont participé à la mise en scène de spectacles Miniatures choisies, Lorsque nous étions au repos, Harms! Des charmes! Shardam! ou École des Clowns, Vol d'oiseau, Cabaret de minuit. Depuis 1987, Kartsev et Ilchenko se sont produits au Théâtre des Miniatures de Moscou sous la direction de Mikhaïl Jvanetski.
Il fait des apparitions au cinéma à partir de 1975 et se distingue comme acteur de genre
Après la mort de son partenaire Viktor Iltchenko (1992), il est abordé par plusieurs autres artistes qui lui proposent de travailler en duo, mais il refuse et préfère travailler seul. Il interprète les textes de Mikhaïl Jvanetski, Tchekhov, Harms, Zochtchenko. Il se produit entre autres au théâtre de l'Estrade et Théâtre Satiricon de Konstantin Raïkine.
Il meurt d'une crise cardiaque le 2 octobre 2018, après plusieurs mois d'hospitalisation. Il est enterré au cimetière Troïekourovskoïe,.

## Filmographie partielle
- 1988 : Cœur de chien (Собачье сердце) de Vladimir Bortko : Schwonder, président du comité logement
- 1991 : Promesse du ciel (Небеса обетованные) d'Eldar Riazanov : Solomon
- 1993 : La Prophétie (Предсказание) d'Eldar Riazanov : patriote-anticommuniste
- 2000 : Les Vieilles rosses (Старые клячи) d'Eldar Riazanov : Iossif Lazovski
- 2005 : Le Maître et Marguerite (Мастер и Маргарита) téléfilm de Vladimir Bortko : Maximilien Poplavski, oncle de Berlioz

## Distinction
- Artiste du peuple de la fédération de Russie : 1999